# 娃恩
娃恩（賽夏語：Wa:on/'Wauan），又稱雷女，是台灣賽夏族傳說中雷神的女兒，下凡來教導族人種植農作物，卻因為族人不懂感恩，憤而離開人間。

## 身世
娃恩是賽夏族的雷神：畢瓦（biwa'）的女兒，擁有降下雷電、治療人類等各種神力，但絕對不能碰鐵製物品。

## 傳說
以前賽夏族不會種田，只會打獵和採集，天上的畢瓦看到後，便叫娃恩帶著裝滿小米種子的葫蘆嘎拉雷（galalei）下凡教導人類耕種。娃恩剛下凡時就遇到賽夏青年達印（ta:in），兩人一見鍾情，當天就結了婚。後來娃恩用自己帶著的小米種子交會賽夏族人種田、用苧麻織布，改善賽夏族人的生活方式，她下田時會帶著二十把鐮刀和柴刀，並在田中每隔六步就放一把，然後要達印先回家，達印回家後聽到田裡傳來巨大的雷聲，然後田地就都整理好了，因為生活上的改善，讓大家相當喜歡她。
另外，娃恩用自己的力量治好了失明的達印父親，父親非常高興，但當他要娃恩依照傳統女性那樣去煮飯並待在家裡時，娃恩卻表示自己不能觸碰鍋子等鐵製品，要他在家裡煮飯，她和達印負責農事，父親雖然一開始答應，但當過了一段時間，他和達印的母親便因為娃恩沒有懷孕又不下廚（另有說法是懷孕了不下廚）而跟娃恩發生爭吵，娃恩無可奈何之下只好去廚房裡煮飯，然而廚房裡卻傳來一聲雷鳴般的巨響，家人前往查看時她就已經不見了，只剩下一顆芭蕉樹。原來是因為娃恩對他們不知感恩的行為惹怒，知道自己不該久留人間而回到天上去了。

## 紀念
為了感謝娃恩對賽夏族的貢獻，族人以雷電的樣子製作出卍字形的雷女紋圖騰，主要以紅、黑、白三色組成，紅色代表熱情、黑色強調不可黑心、白色代表純潔。
另外，在農曆三月十五日舉辦的祈天祭中，賽夏族也會祭拜雷女以求風調雨順、作物豐收，另外，矮靈祭的祭歌中也有一段是跟娃恩有關。

## 爭議

### 誤解和納粹相關
娃恩的卍字圖騰有時會被前往部落的遊客誤解為與德國納粹相關。

### 醜化
在2017年的台北文學獎中，獲得「舞台劇本獎」首獎得主戴華旭的劇本中因加入娃恩和達印的結合劇情，引起賽夏族人的不滿和抗議，認為娃恩被寫成「人間慾女」，後來在戴華旭主動道歉，並把劇本中賽夏族文化的部分刪除後，紛爭總算平息。

## 流行文化
- 《失落的傳說》—雷女的故事